# برنارد بينيت
برنارد بينيت (بالإنجليزية: Bernard Bennett)‏ هو لاعب سنوكر بريطاني، ولد في 31 أغسطس 1931 في Royal Borough of Kingston upon Thames ‏ في المملكة المتحدة، وتوفي في 12 يناير 2002 في ساوثهامبتون في المملكة المتحدة.

## روابط خارجية
- برنارد بينيت على موقع CueTracker.net (الإنجليزية)